# Neaspilota alba
Neaspilota alba är en tvåvingeart som först beskrevs av Friedrich Hermann Loew 1861.  Neaspilota alba ingår i släktet Neaspilota och familjen borrflugor. Inga underarter finns listade i Catalogue of Life.